# Henri, veliki vojvoda od Luksemburga
Henri, veliki vojvoda Luksemburga (Betzdorf, 16. travnja 1955.), trenutni luksemburški vladar.
Najstariji je sin velikog vojvode Jeana i velike vojvotkinje Joséphine Charlotte. Djed i baka s majčine strane su mu bili belgijski kralj Leopold III. i njegova žena kraljica Astrid. Ima dva brata i dvije sestre: stariju sestru Marie Astrid, te mlađu braću Jeana i Guillaumea, a tu je i mlađa sestra Margaretha. Diplomirao je politologiju na Sveučilištu u Ženevi 1980. Bio je i na vojnoj obuci. Sa suprugom Marie Therese Mestre y Batista oženio se na Valentinovo 1981. Imaju petero djece i dva unuka.
Od 1980. do 1998. godine bio je član Državnog vijeća. 4. ožujka 1998. preuzeo je većinu očevih ovlasti. Nakon očeve abdikacije 7. listopada 2000. godine, popeo se na prijestolje i otada je na vlasti. Iz zakletve je izbacio dio "milošću Božjom".
Ima ponajprije reprezentativnu ulogu. Imenuje premijera i Vladu, akreditira veleposlanike i obavlja mnoge druge dužnosti. Prvi državni posjet nakon stupanja na vlast bio mu je u Španjolsku, gdje su ga pozvali kralj Juan Carlos I. i Sofija.
Glavni je zapovjednik luksemburške vojske gdje ima čin generala. S obitelji živi u dvorcu Berg.